# Myiopharus nigricolor
Myiopharus nigricolor là một loài ruồi trong họ Tachinidae.